# Vallabrègues
Vallabrègues település Franciaországban, Gard megyében. Lakosainak száma 1376 fő (2022. január 1.). Vallabrègues Saint-Pierre-de-Mézoargues, Tarascon, Aramon, Beaucaire, Comps, Montfrin és Théziers községekkel határos.

## Népesség
A település népessége az elmúlt években az alábbi módon változott:
| Lakosok száma | 1082 | 960  | 1016 | 1278 | 1365 | 1379 | 1392 | 1388 | 1375 | 1376 |
|               | 1968 | 1982 | 1990 | 2006 | 2013 | 2015 | 2017 | 2019 | 2020 | 2022 |